# Serjania foveata
Serjania foveata là một loài thực vật có hoa trong họ Bồ hòn. Loài này được Griseb. miêu tả khoa học đầu tiên năm 1874.